# Choi Ji-hee
Dans ce nom coréen, le nom de famille, Choi, précède le nom personnel.
Pour les articles homonymes, voir Choi.
Choi Ji-hee, née le 10 février 1995 à Séoul, est une joueuse de tennis professionnelle sud-coréenne.

## Carrière
Évoluant principalement sur le circuit ITF, elle y a remporté 3 titres en simple et 21 en double.
Elle fait partie de l'équipe de Corée du Sud de Fed Cup depuis 2015.
En septembre 2018, elle remporte son premier titre en double sur le circuit WTA à Séoul avec Han Na-lae, en battant en finale Hsieh Shu-ying et Hsieh Su-wei.

## Palmarès

### Titre en double dames
| No | Date       | Nom et lieu du tournoi | Catégorie | Dotation  | Surface    | Partenaire | Finalistes                  | Score    |         |
| -- | ---------- | ---------------------- | --------- | --------- | ---------- | ---------- | --------------------------- | -------- | ------- |
| 1  | 17-09-2018 | Korea Open Séoul       | Intern'l  | 226 750 $ | Dur (ext.) | Han Na-lae | Hsieh Shu-ying Hsieh Su-wei | 6-3, 6-2 | Tableau |

### Titre en double en WTA 125
| No | Date       | Nom et lieu du tournoi     | Catégorie | Dotation  | Surface    | Partenaire | Finalistes                                | Score    |         |
| -- | ---------- | -------------------------- | --------- | --------- | ---------- | ---------- | ----------------------------------------- | -------- | ------- |
| 1  | 20-12-2021 | Hana Bank Korea Open Séoul | WTA 125   | 115 000 $ | Dur (int.) | Han Na-lae | Valentíni Grammatikopoúlou Réka Luca Jani | 6-4, 6-4 | Tableau |

## Classements WTA en fin de saison
| Année          | 2011 | 2012 | 2013 | 2014 | 2015 | 2016 | 2017 | 2018 | 2019 | 2020 | 2021 | 2022 | 2023 | 2024 |
| Rang en simple | 1201 | 893  | 752  | 426  | 408  | 438  | 535  | 528  | 759  | 784  | 1000 | 612  | 1086 | –    |
| Rang en double | 947  | 915  | 778  | 454  | 294  | 274  | 287  | 137  | 209  | 180  | 311  | 171  | 301  | 1111 |

Source : (en) Classements de Choi Ji-hee sur le site officiel de la Fédération internationale de tennis